# Cúp bóng đá Phần Lan 1996
Cúp bóng đá Phần Lan 1996 (tiếng Phần Lan: Suomen Cup) là mùa giải thứ 42 của giải đấu cúp bóng đá thường niên ở Phần Lan. Giải được tổ chức theo hình thức giải đấu loại trực tiếp và việc tham gia giải là tự nguyện.  Trận chung kết diễn ra ở Sân vận động Olympic, Helsinki ngày 3 tháng 11 năm 1996 và HJK đánh bại TPS với tỉ số 1-1 trước sự chứng kiến của 3,632 khán giả. 

## Các vòng đầu
Không có.

## Vòng Tám
| Thứ tự | Đội nhà              | Tỉ số                 | Đội khách        | Thông tin |
| ------ | -------------------- | --------------------- | ---------------- | --------- |
| 1      | JJK Jyväskylä        | 1-2 (s.h.p.)          | Jaro Pietarsaari |           |
| 2      | Kanuunat Kajaani     | 0-2                   | TPS Turku        |           |
| 3      | Rakuunat Lapeenranta | 1-3 (s.h.p.)          | HJK Helsinki     |           |
| 4      | PK-35 Helsinki       | 1-1 (s.h.p.) 7-6 (p.) | Haka Valkeakoski |           |

| Thứ tự | Đội nhà           | Tỉ số        | Đội khách       | Thông tin |
| ------ | ----------------- | ------------ | --------------- | --------- |
| 5      | VPS Vaasa         | 2-0          | FinnPa Helsinki |           |
| 6      | RoPS Rovaniemi    | 4-1          | Jazz Pori       |           |
| 7      | MyPa Anjalankoski | 2-1          | Inter Turku     |           |
| 8      | TPV Tampere       | 3-2 (s.h.p.) | TiPS Vantaa     |           |

## Tứ kết
| Thứ tự | Đội nhà          | Tỉ số | Đội khách         | Thông tin |
| ------ | ---------------- | ----- | ----------------- | --------- |
| 1      | TPV Tampere      | 0-1   | MyPa Anjalankoski |           |
| 2      | Jaro Pietarsaari | 2-0   | VPS Vaasa         |           |

| Thứ tự | Đội nhà        | Tỉ số        | Đội khách      | Thông tin |
| ------ | -------------- | ------------ | -------------- | --------- |
| 3      | PK-35 Helsinki | 0-1 (s.h.p.) | HJK Helsinki   |           |
| 4      | TPS Turku      | 1-0          | RoPS Rovaniemi |           |

## Bán kết
| Thứ tự | Đội nhà           | Tỉ số | Đội khách        | Thông tin |
| ------ | ----------------- | ----- | ---------------- | --------- |
| 1      | MyPa Anjalankoski | 2-2   | HJK Helsinki     | Lượt đi   |
| 2      | TPS Turku         | 2-1   | Jaro Pietarsaari | Lượt đi   |

| Thứ tự | Đội nhà          | Tỉ số | Đội khách         | Thông tin |
| ------ | ---------------- | ----- | ----------------- | --------- |
| 3      | HJK Helsinki     | 4-0   | MyPa Anjalankoski | Lượt về   |
| 4      | Jaro Pietarsaari | 1-2   | TPS Turku         | Lượt về   |

## Chung kết
| Thứ tự | Đội 1        | Tỉ số                | Đội 2     | Thông tin       |
| ------ | ------------ | -------------------- | --------- | --------------- |
| 1      | HJK Helsinki | 0-0 (s.h.p.) 4-3 (p. | TPS Turku | Khán giả: 3.632 |